# Thagria bifurcata
Thagria bifurcata är en insektsart som beskrevs av Nielson 1982. Thagria bifurcata ingår i släktet Thagria och familjen dvärgstritar. Inga underarter finns listade i Catalogue of Life.